# Miriam Hie

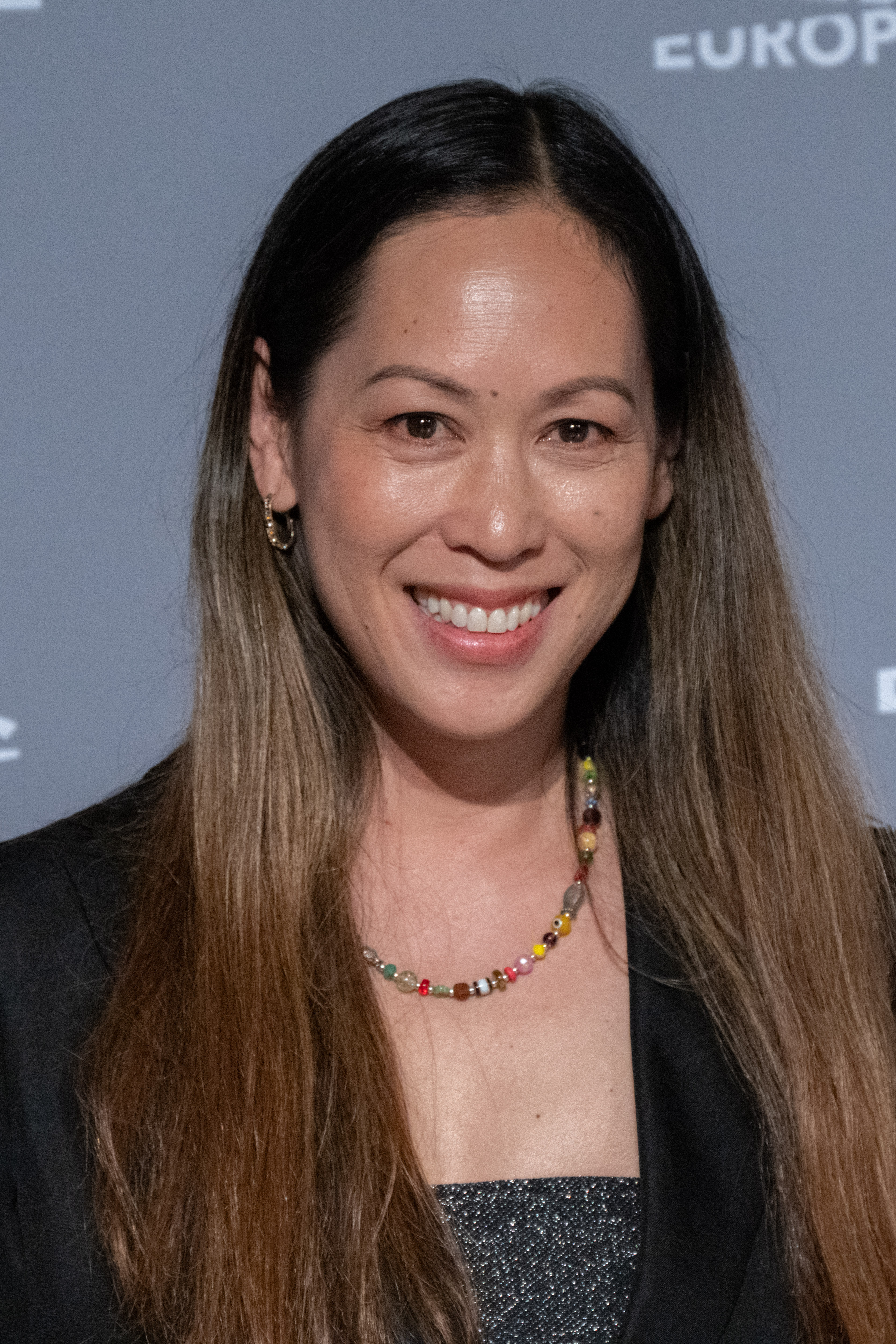
Miriam Hie (2025)

Miriam Hie (* 14. Juni 1978) ist eine österreichische Moderatorin und Schauspielerin.

## Leben
Ihre Eltern stammen aus Indonesien, ihr Vater kam in den 1960er Jahren nach Graz, um dort Medizin zu studieren. Miriam Hie wuchs in Christkindl, Oberösterreich auf und studierte nach der Matura zunächst Sinologie, später Schauspiel an der Filmschule Wien. Die Ausbildung schloss sie 2001 mit der paritätischen Schauspielprüfung ab.

### Moderation
Anschließend war sie als Volontärin beim ORF in der Familien- und Jugendredaktion tätig, unter anderem arbeitete sie beim Magazin Schöner Leben sowie Streetlive mit. Von Oktober 2002 bis Ende 2004 präsentierte sie von Montag bis Freitag im Wochenrhythmus abwechselnd mit Christoph Feurstein die ORF-Vorabendsendung 25 – Das Magazin. Danach war sie beim Kinderprogramm tätig. Im November 2003 veröffentlichte sie eine Single mit dem Titel Run.
Für ZDFinfo moderierte sie 2008 das Magazin Infolympia, später wechselte sie zu ServusTV, wo sie unter anderem ab 2010 in Lichtspiele – Das Filmmagazin über die Filmstarts der Woche berichtete und Na Servus – Das Wetter auf ServusTV präsentierte. Außerdem fungiert sie gemeinsam mit Rudolf John als Moderatorin der Verleihung der Akademiepreise der Romy. Bei der Romyverleihung 2013 war sie in der Kategorie Beliebteste/r Moderator/in – Unterhaltung als Moderatorin des Servus-TV-Filmmagazins Lichtspiele nominiert. Auf Radio Superfly moderiert sie die „Morning Show“.

### Kabarett
Mit ihrem Solo-Kabarettprogramm Who is Hie feiert sie im September 2019 in der Wiener Kulisse Premiere. Gemeinsam mit den Gebrüdern Moped und Anna Mabo brachte sie Ende 2023 unter dem Titel Baba 2023 einen satirischen Jahresrückblick auf die Bühne.

### Film und Fernsehen
Im Juli 2020 stand sie unter der Regie von Claudia Jüptner-Jonstorff für die Folge Verschwörung des Österreich-Tatorts als Tierärztin vor der Kamera. In der zweiten Staffel der Fernsehreihe Vienna Blood wurde sie als Polizeiarchivarin Lindner Teil des Ermittlerteams. Seit 2021 drehte sie für die Fernsehserie SOKO Linz, in der sie die Rolle der Facility-Managerin Yara Nejem übernahm.

## Filmografie (Auswahl)
- 2007: Molly & Mops (Fernsehfilm)
- 2009: Too Long Fu (Kurzfilm)
- 2011: Don Rudolfo (Kurzfilm)
- 2014: Neonlichter (Kurzfilm)
- 2016: Was hat uns bloß so ruiniert (Kinofilm)
- 2021: Tatort: Verschwörung (Fernsehreihe)
- seit 2021: Vienna Blood (Fernsehreihe)
  - 2021: Die traurige Gräfin
  - 2021: Die schwarze Feder
  - 2021: Vor der Dunkelheit
  - 2022: Rendezvous mit dem Tod
  - 2022: Der Schattengott
  - 2022: Der Tod und das Mädchen
  - 2024: Mephisto
- seit 2022: SOKO Linz (Fernsehserie)
- 2022: Euer Ehren (Fernsehserie)
- 2022: Blind ermittelt – Die nackte Kaiserin (Fernsehreihe)
- 2024: Schnell ermittelt – Gabriele Schneider-Dong (Fernsehserie)